# رود دبن
رود دبن رودی است به دریای شمال می‌ریزد. این رود از کشور بریتانیا می‌گذرد.